# KATUSA

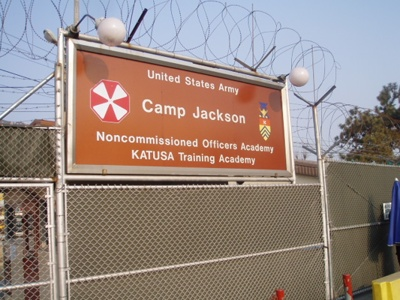
KATUSA Ausbildungsakademie, Camp Jackson, Südkorea

KATUSA (koreanisch: 카투사) steht für Korean Augmentation Troops to the United States Army. Das Programm ermöglicht englischsprechenden südkoreanischen Wehrdienstpflichtigen, ihren Militärdienst in einer US-amerikanischen Einheit der US Army abzuleisten, die in Korea disloziert ist. Es existiert kein vergleichbares Programm für die anderen Teilstreitkräfte der Streitkräfte der Vereinigten Staaten.

## Geschichte
Das KATUSA-Programm wurde im Juli 1950 während des Koreakrieges eingerichtet, um die Zusammenarbeit zwischen den südkoreanischen Streitkräften und der US-Army zu verbessern und die Akzeptanz der in Südkorea stationierten US-Truppen, den United States Forces Korea (USFK), auf eine breitere gesellschaftliche Basis zu stellen. Gleichzeitig sollten kulturelle und Sprachbarrieren dadurch abgebaut werden. Auch war eine Erhöhung des infrage kommenden zivilen Mitarbeiterpools für die US-Streitkräfte in Südkorea im Blickfeld, da ehemalige Teilnehmer dieser Programms aufgrund ihrer exzellenten Sprachkenntnisse, ihrer Vertrautheit mit dem amerikanischen Militär sowie ihres dadurch erworbenen interkulturellen Verständnisses dafür prädestiniert wären. Des Weiteren soll das Programm die bilaterale militärische und zivile Zusammenarbeit fördern. Gleichzeitig soll es aber auch den amerikanischen Soldaten sowohl kulturell als auch sprachlich, für das Stationierungsland Südkorea sensibilisieren.

## Das Programm

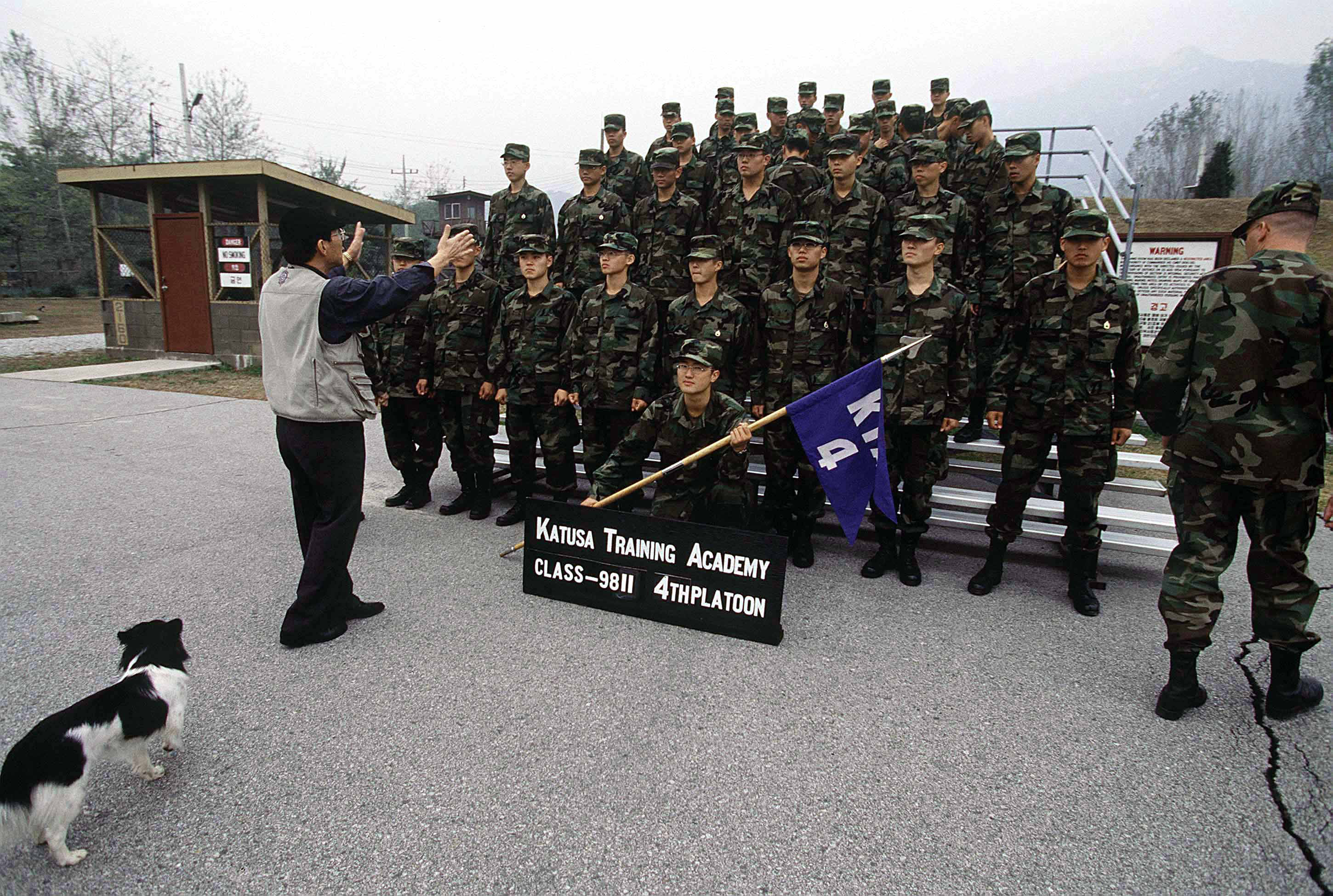
„Klassenfoto“

Die ca. 4.800 Planstellen, die Zahl ist ständigen Schwankungen unterworfen, da, grob geschätzt, das inoffizielle Verhältnis von zehn zu eins zwischen Amerikanern und Südkoreanern angestrebt wird, sind sehr begehrt. Einerseits, weil das südkoreanische Militär als rigoroser und strenger gilt als das amerikanische, andererseits wegen der späteren Berufsmöglichkeiten im Zivilsektor der USFK. Die Auswahl der Rekruten wurde ursprünglich von der Military Manpower Administration (MMA) (dt. „militärischen Personal- und Rekrutierungsverwaltung“) und der Army Training School (dt. „Heeresausbildungsschule“) vorgenommen, heute jedoch nur noch von der MMA. Der Zugang ist aufgrund der begrenzten Planstellen und der Beliebtheit des Programms an das Bestehen diverser Eignungstests gebunden und jeder Aspirant darf sich nur einmal bewerben.
Gemäß dem Artikel 600 Abschnitt zwei der USFK-Regularien, genießen die südkoreanischen Wehrpflichtigen die gleichen Rechte und Privilegien wie die amerikanischen Soldaten. Das KATUSA-Programm wird von beiden Seiten als ein Garant und Bindeglied des Bündnisses zwischen beiden Staaten gesehen, auch wenn es das nicht im juristischen Sinne ist. Das Programm ist in seiner Art weltweit einzigartig, nirgendwo sonst können Wehrpflichtige einer Nation ihren Dienst alternativ in den Streitkräften einer anderen ableisten.
Da die Streitkräfte der Vereinigten Staaten eine Berufsarmee sind, sind die Angehörigen des KATUSA-Programms die einzigen Wehrpflichtigen überhaupt im amerikanischen Militär.

## KATCOM und andere Nationen
Korean Attached Commonwealth Division war ein ähnliches Programm der 1st Commonwealth Division das von Mai 1952 bis 1954 lief. Jedes Bataillon bekam 94 koreanische Soldaten zugewiesen, was insgesamt etwa 1000 Soldaten entsprach. 
Auch andere Nationen, wie das belgische und niederländische Kontingente, hatten ähnliche aber bedeutend kleinere Programme.